# شركة الغد للخدمات الإعلامية
شركة الغد للخدمات الإعلامية هي شركة إعلامية ليبية تحظى بدعم سيف الإسلام معمر القذافي نجل الزعيم الليبي، وهي واجهة إعلامية لمشروع سيف الإسلام المسمى «ليبيا الغد» والذي وصف آنذاك «بالإصلاحي»، وتكمن رؤية الشركة بحسب ما تقول في النهوض بالإعلام القادر على العرض، إخبارا وتحليلا وتفسيرا، الملتزم بالحرفية والغزارة والتنافس والحرية المسؤولة، وتسعى شركة الغد إلى الإسهام في تطوير المشهد الإعلامى الليبي بالقيام بما تعتبره تعزيز هوامش الحرية وتوسيعها.
وتنطوي عدة مؤسسات إعلامية منها: صحيفة قورينا الأسبوعية ووكالة ليبيا برس الإخبارية وقناة المتوسط الفضائية ذات التوجه المغاربي إضافة لوكالة ليبيا للأخبار الرياضية.
وكانت الشركة تمتلك عدد من المؤسسات الإعلامية الأخرى منها ماتم إيقافه في وقت من الأوقات كقناة الليبية الفضائية، ومنها ماتم نقل تبعيته إلى الدولة كصحيفة أويا الاسبوعية.